# Hendrik Steps
Hendrik Steps (Asse, 27 december 1917 - 10 maart 1997) was een Belgisch senator.

## Levensloop
Steps werd in 1946 diensthoofd en gewestverantwoordelijke van de Federatie van Socialistische Mutualiteiten van Brabant (FSMB).
Vanaf 1955 was hij verantwoordelijk voor het gewest Vilvoorde en voor de polikliniek César De Paepe in Vilvoorde. 
Hij was bestuurslid van de BSP afdeling Asse (1944-1978) 
In Asse werd hij lid van de Commissie voor Openbare Onderstand (1953) en van de gemeenteraad (1959-1970). Hij werd verkozen tot socialistisch provinciaal senator in 1961 en vervulde dit mandaat tot in 1965.